# Коваленко Анатолій Якович
Анато́лій Я́кович Ковале́нко (1919–2008) — капітан Радянської армії, учасник Німецько-радянської війни, Герой Радянського Союзу (1945).

## Біографія
Анатолій Коваленко народився 23 січня 1919 року в селищі Якимівка (нині — Річицький район, Гомельської області Білорусі). Після закінчення школи-семирічки та автомобільного технікуму працював автомеханіком на автобазі в селищі Талиця Свердловської області. В серпні 1939 року Коваленко був призваний на службу в Червону армію. 1940 року він закінчив Харківське авіаційне училище. З червня 1941 року перебував на фронтах Радянсько-німецької війни. Брав участь у боях на Південному, Північно-Кавказькому, Закавказькому, Ленінградському, Третьому та Другому Прибалтійських, Першому Білоруському фронтах. 19 листопада 1942 року був підбитий та сів на вимушену посадку, при чому загинули усі члени екіпажу, крім Коваленко.
На листопад 1944 року старший лейтенант Анатолій Коваленко був старшим льотчиком-спостерігачем 742-го окремого розвідувального авіаполку 14-ї повітряної армії 2-го Прибалтійського фронту. На той час він здійснив 160 бойових вильотів на розвідку та бомбардування скупчень бойової техніки та живої сили супротивника, наносячи великих втрат.
Всього за час своєї участі в боях Коваленко здійснив 173 бойові вильоти, був збитий загалом 7 разів, 2 рази отримав поранення. 1946 року в званні капітана був звільнений в запас. Жив та працював у Херсоні. В 1951 році А. Коваленко закінчив Одеський педагогічний інститут. Протягом тривалого часу працював заступником директора Херсонського морехідного училища, заступником начальника Херсонського обласного управління сільського господарства.
Помер 8 лютого 2008 року, похований в Херсоні.

## Нагороди
- Указом Президії Верховної Ради СРСР від 23 лютого 1945 року за «взірцеве виконання завдань командування та виявлені при цьому мужність та героїзм» старший лейтенант Анатолій Коваленко отримав звання Герой Радянського Союзу з нагородженням орденом Леніна та медаллю «Золота Зірка» за номером 7387[1].
- Був також нагороджений орденами Червоного Прапора та Вітчизняної війни 1-го ступеня, двома орденами Червоної Зірки, низкою медалей[1].

## Пам'ять
- На головному корпусі Південноукраїнського педагогічного університету імені К. Д. Ушинського відкрито меморіальну дошку випускникам — Героям Радянського Союзу Анатолію Коваленку, Володимиру Моргуненку та Василю Мусіну.